# فيليكس فوكس (قاضي)
فيليكس فوكس هو قاضي بلجيكي، ولد في 1858 في إيكسل في بلجيكا، وتوفي بنفس المكان في 1928.